# Korahane
Korahane (auch: Korohan, Korohane) ist eine Landgemeinde im Departement Dakoro in Niger.

## Geographie
Korahane liegt in der Sahelzone. Die Nachbargemeinden sind Birni Lallé im Norden und Osten sowie Adjékoria im Süden und Westen. Bei den Siedlungen im Gemeindegebiet handelt es sich um 18 Dörfer, 11 Weiler und 3 Lager. Der Hauptort der Landgemeinde ist das Dorf Korahane. Es liegt auf einer Höhe von 351 m. Durch die Gemeinde Korahane verläuft das Tarka-Tal.

## Geschichte
Der Hauptort Korahane wurde von einem Hausa namens Nahantchi in einem von nomadisierenden Fulbe und Tuareg bewohnten Gebiet gegründet. Amadou Cheiffou, der von 1991 bis 1993 Premierminister Nigers war, ist der jüngere Bruder eines Fulbe-Chefs von Korahane und ließ mehrere Infrastruktur-Projekte im Ort durchführen, darunter die Errichtung eines Gesundheitszentrum. Die Landgemeinde Korahane entstand als Verwaltungseinheit 2002 im Zuge einer landesweiten Verwaltungsreform aus einem Teil des Kantons Birni Lallé.

## Bevölkerung
Bei der Volkszählung 2012 hatte die Landgemeinde 12.577 Einwohner, die in 1645 Haushalten lebten. Bei der Volkszählung 2001 betrug die Einwohnerzahl 6846 in 962 Haushalten.
Im Hauptort lebten bei der Volkszählung 2012 1567 Einwohner in 227 Haushalten, bei der Volkszählung 2001 898 in 126 Haushalten und bei der Volkszählung 1988 674 in 98 Haushalten.
In ethnischer Hinsicht ist die Gemeinde ein Siedlungsgebiet von Gobirawa.

## Politik
Der Gemeinderat (conseil municipal) hat 11 gewählte Mitglieder. Mit den Kommunalwahlen 2020 sind die Sitze im Gemeinderat wie folgt verteilt: 5 MPR-Jamhuriya, 3 PNDS-Tarayya, 2 RSD-Gaskiya und 1 CPR-Inganci.
Jeweils ein traditioneller Ortsvorsteher (chef traditionnel) steht an der Spitze der 18 Dörfer in der Gemeinde, darunter dem Hauptort.

## Wirtschaft und Infrastruktur
Die Gemeinde liegt in einer Zone, in der Regenfeldbau betrieben wird. Es kommt häufig zu Landnutzungskonflikten zwischen sesshaften Ackerbauern und nomadischen Viehzüchtern. Im Hauptort ist ein Gesundheitszentrum des Typs Centre de Santé Intégré (CSI) vorhanden. Der CEG Korahane ist eine allgemein bildende Schule der Sekundarstufe des Typs Collège d’Enseignement Général (CEG). Beim Centre de Formation aux Métiers de Korahane (CFM Korahane) handelt es sich um ein Berufsausbildungszentrum. Durch die Gemeinde, unter anderem durch den Hauptort, verläuft die Nationalstraße 32 zwischen Keita und Sabon Kafi.